# Tapete de Mashhad
O tapete de Mashhad é um tipo de tapete persa.
Os tapetes de Mashhad classificam-se em dois grupos: os Mashhad e os Mashhad turkbâf. O turkbâf, como seu nome indica, é tecido com nó turco por artesãos que emigraram de Tabriz para Mashhad no século XIX.

## Descrição
Ambos os grupos de tapetes levam o motivo floral denominado islim (serpente). Em todo o campo aparecem finas volutas onduladas, por isso o nome de serpente. O medalhão central geralmente é redondo.
As cores são vivas, com predomínio do vermelho. A borda é formada por duas ou três bandas laterais, bastante estreitas, decoradas com flores, e por uma larga banda central adornada com o motivo islim ou com flores dentro de retângulos ou losangos.